# Мбомбела
Мбомбела (свати Mbombela), ранее Нелспрёйт (африк. и англ. Nelspruit) — город на северо-востоке ЮАР, столица провинции Мпумаланга. Расположен на берегу Крокодиловой реки, в 100 километрах к западу от границы с Мозамбиком, в 330 километрах к востоку от Йоханнесбурга.

## История
Нелспрейт был основан в 1905 году тремя братьями-скотоводами с фамилией Нел. В октябре 2009 года решением правительства ЮАР город был переименован в Мбомбела.
Сейчас город является ключевым индустриальным и сельскохозяйственным центром северо-востока ЮАР. Здесь сосредоточены предприятия по деревообработке, производству бумаги, мебели. Плодородная почва и субтропический климат обеспечивают фермерам идеальные условия для выращивания цитрусовых и тропических плодов (манго, бананы, авокадо).

## Инфраструктура
В городе имеется два аэропорта — Международный аэропорт имени Крюгера Мпумаланги и Аэропорт Нелспрейт, казино «Эмнотвени». Также здесь расположились Ботанический сад и Государственный НИИ цитрусовых и субтропических плодов. К чемпионату мира по футболу 2010 года в городе построили стадион Мбомбела вместимостью 46 000 мест. На его постройку был затрачен 1 миллиард рандов.

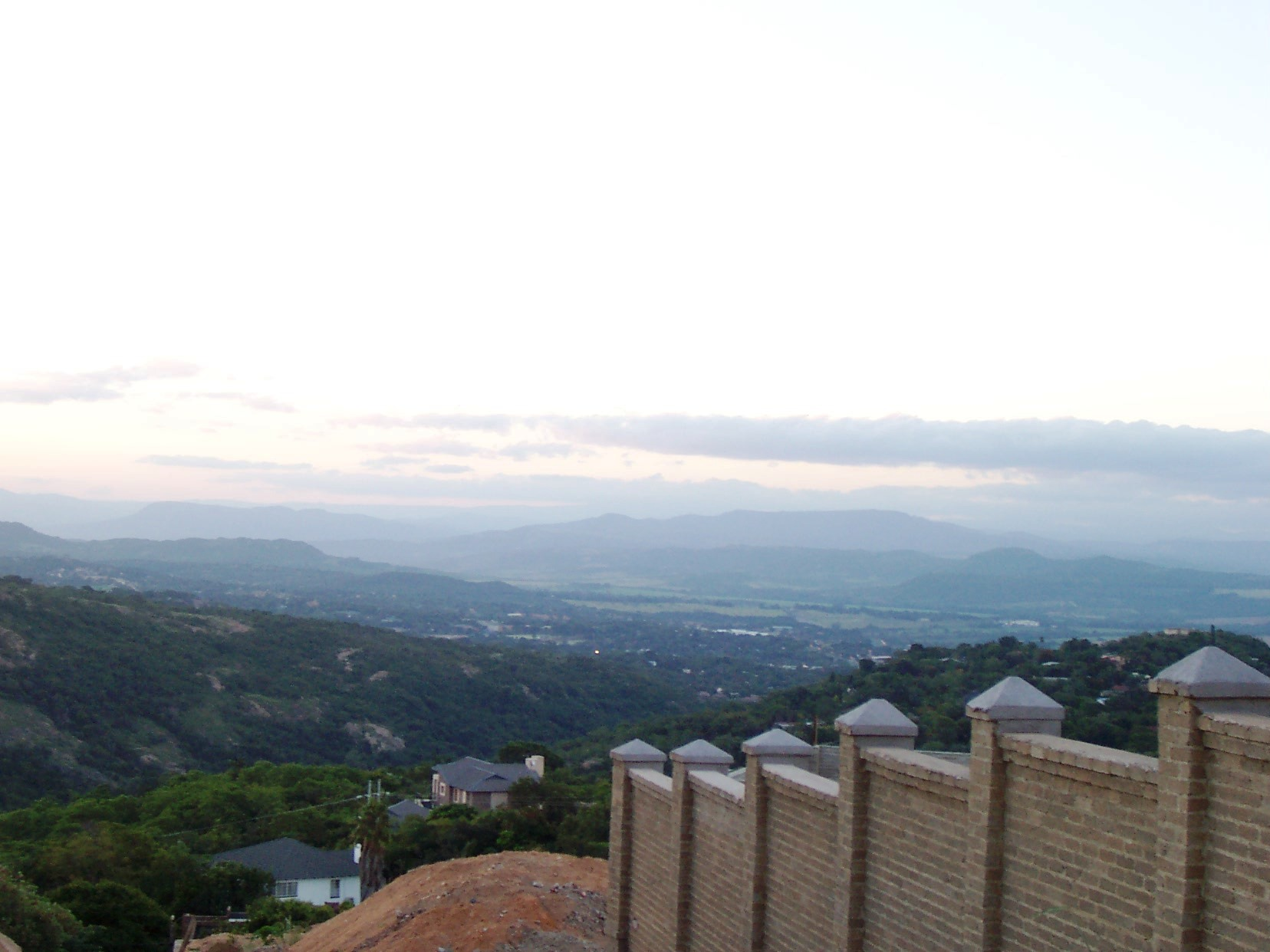

Больших отелей в Мбомбеле мало, но есть множество мелких гостиниц для любителей природы, в том числе в расположенном по соседству национальном парке Крюгера. Вблизи города находятся ряд туристических достопримечательностей. Например, пещеры Садвала и Парк динозавров Садвала, «Город страданий» с гепардовой фермой Худспрут, каньон Блайд-ривер с водопадами, рыбные фермы Даллструма и другие.